# Цишковиц
Ци́шковиц или Че́шкецы (нем. Storcha; в.-луж. Čěškecyо файле) — деревня в Верхней Лужице, Германия. Входит в состав коммуны Гёда района Баутцен в земле Саксония. Подчиняется административному округу Дрезден.

## География
Находится около десяти километров западнее Будишина и четыре километра северо-западнее от административного центра коммуны Гёды.
Соседние населённые пункты: на севере — деревня Либонь, на востоке — деревня Пречецы, на юго-востоке — деревня Бечицы, на юге — деревня Коблицы и на западе — деревня Вучкецы коммуны Буркау.

## История
Впервые упоминается в 1360 году под наименованием Teschcowitz.
С 1936 по 1994 года входила в состав коммуны Кобленц. С 1994 года входит в современную коммуну Гёда.
В настоящее время деревня входит в состав культурно-территориальной автономии «Лужицкая поселенческая область», на территории которой действуют законодательные акты земель Саксонии и Бранденбурга, содействующие сохранению лужицких языков и культуры лужичан.
Исторические немецкие наименования:
- Teschcowitz, 1360
- Reyncz de Theskewicz, 1361
- Teskewicz, 1400
- Tetzschkewitz, 1408
- Teßkewitz, 1419
- Zischkowitz, 1561
- Tzischkwitz, 1569
- Tzschißkwitz, Zschißkwitz, 1573
- Cyschkewitz, 1580
- Zischkowitz, 1791

## Население
Официальным языком в населённом пункте, помимо немецкого, является также верхнелужицкий язык.
Согласно статистическому сочинению «Dodawki k statisticy a etnografiji łužickich Serbow» Арношта Муки в 1884 году в деревне проживало 72 человека (из них — 69 серболужичан (96 %)).
| 1834 | 1871 | 1890 | 1910 | 1925 | 2011 | 2016 |
| ---- | ---- | ---- | ---- | ---- | ---- | ---- |
| 54   | 88   | 73   | 78   | 65   | 30   | 30   |

## Достопримечательности
Памятники культуры и истории земли Саксония
- Жилой дом и три боковых здания четырёхстороннего двора, д. 2, 1880 год (№ 09252356)
- Жилой дом, д. 3, XIX век (№ 09251385);
- Конюшня, д. 11, 1850 год (№ 09252357).

## Известные жители и уроженцы
- Ян Петр Йордан (1818—1891) — германский филолог-славяновед